# Base aérienne de Smolensk
Ne doit pas être confondu avec Aéroport de Smolensk.
La base aérienne de Smolensk ou « Aéroport de Smolensk-Nord » (en russe : военный аэродром "Смоленск-Северный", voïenny aerodrom "Smolensk-Severny") est une base de l'armée de l'air russe située à 4 km au nord de Smolensk, une ville de Russie et capitale de l'oblast de Smolensk. Elle se trouve sur le Dniepr dans l'ouest du pays, à côté de la frontière biélorusse. Elle est située à 369 km au sud-ouest de Moscou et à 280 km au nord-est de Minsk.

## Historique

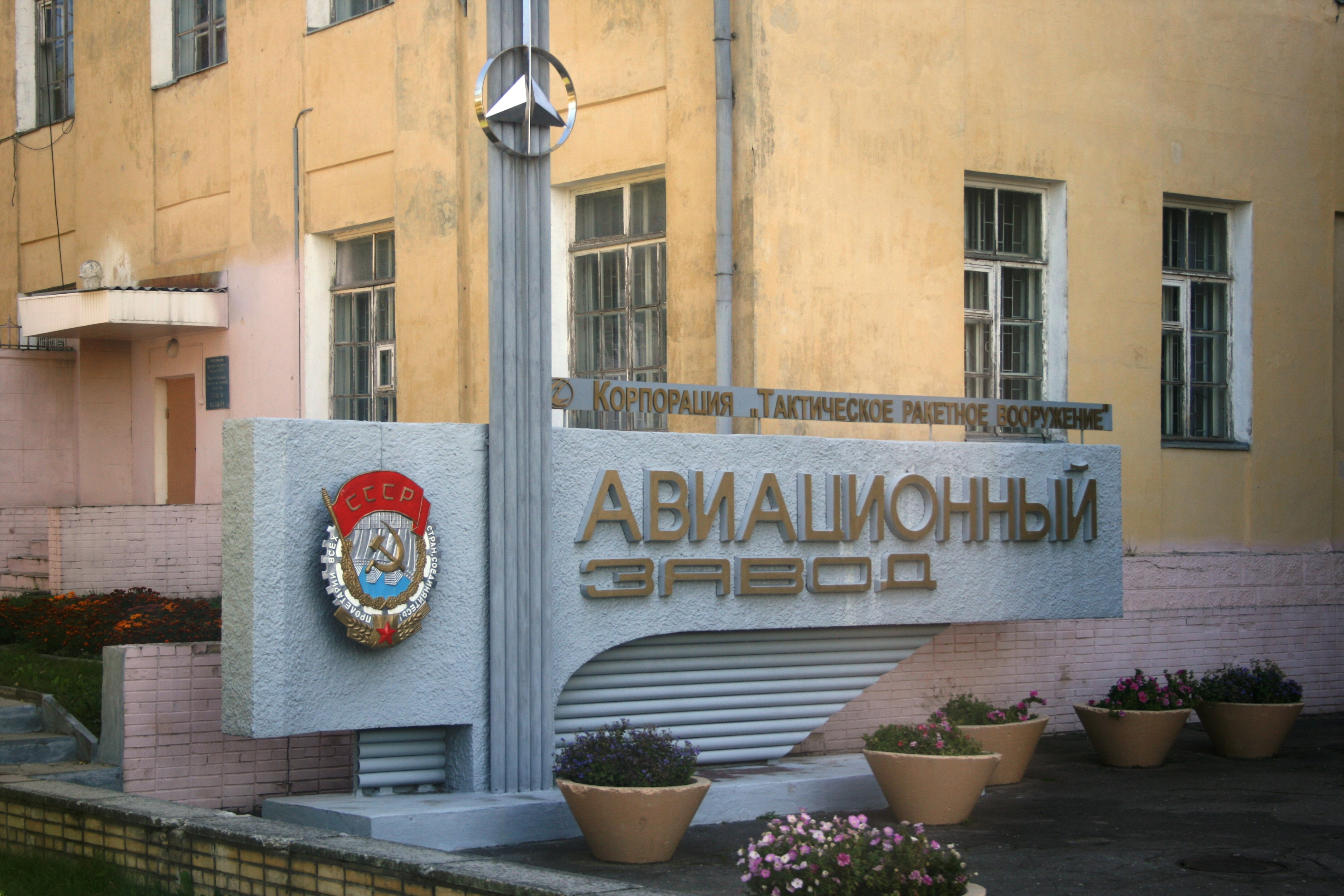
entrée de la base aérienne de Smolensk

Construite dans les années 1920, la base est finalement devenue un terrain d'aviation de classe 1, avec une piste de 2 500 m de long et 49 m de large, capable d'accueillir des avions de masse supérieure à 75 tonnes.
Avant 1991, il fut la demeure du 401 IAP (401e régiment d'aviation d'interception, dissous vers 1990) dôté de chasseur MiG-23P, et du 871 IAP (871e régiment d'aviation d'interception) volant sur MiG-23 et Su-27.